# Dotila
Dotila, potser Dotila d'Urgell, (? — la Seu d'Urgell, 781) fou un religiós que ostentà el títol de bisbe d'Urgell, entre l'any 765 i 781.

## Mencions

### Bisbes d'Urgell
Se sap que va ser bisbe durant sis anys, en el següent escrit:
| « | ... Van arribar d'aquesta manera a la ciutat d'Urgell, que la van trobar poblada de cristians, la ciutat està en el més alt i aspre del Pirineus, per això es van poder conservar-s'hi, sense que arribessin els moros, i mai els van faltar bisbes i prelats; i segons sembla en memòries d'aquella Església, després de Leuderic, que va ser l'últim bisbe de qui parlem, trobo a Esteve, que va ser bisbe deu i nou anys, i a Dotila, que ho va ser sis anys. Van acudir els de la ciutat d'Urgell al regal d'aquell valerós exèrcit, anant-li amb gran puntualitat de tot allò que van poder. Es van reforçar de manera, que van tenir ànim per majors preses de les que fins aquell punt tenien pendents des, cada dia acudia gent; i les forces augmentaven de manera, que van poder emprendre grans conquestes. Van baixar al pla, havent deixat les dones i els nens, i tot el que els podia ser destorb a els intents que portaven, a la Seu d'Urgell, perquè no hi havia una altra població de cristians, en què amb més seguretat, van poder quedar... | » |

També, al mateix llibre, se'n parla més endavant:
| « | Després de Lauderic o Leuderic, bisbe d'Urgell, posen els episcopologis d'aquella Església á Esteve, i diuen haver tingut aquell bisbat deu i nou anys. Dotila va ser el seu successor, i va tenir la cadira sis anys; i aquesta és la memòria que trobo d'aquests dos prelats, que van ser calamitosos i desgraciats temps de la pèrdua d'Espanya. Successor d'ells va ser en Félix, que va assistir á un concili que en l'any 778 va convocar a Narbona, Daniel, arquebisbe d'aquella ciutat, perquè Urgell llavors era d'aquell arquebisbat. | » |

### Conquesta de la Seu d'Urgell i expulsió dels catòlics
Altres escrits interessant sobre aquest bisbe:
Segons aquesta frase, aquest bisbe fou bastant important, ja que, combatí contra els musulmans. I alhora també esclareix la causa de la seva mort. També és un apunt històric que deixa clar que els musulmans estaven en clara guerra i atacaven ciutats catòliques com, la Seu d'Urgell als voltants de 778. A més a més també sabem que guanyaren els musulmans i van perdre els catòlics.
Es més, l'any 778 els musulmans expulsen als visigots d'Urgell (ciutat d'Urgell -> la Seu d'Urgell) (778-785) i aquests es refugien a les valls d'Andorra, demanant ajuda a Carlemany, que mantindrà aquest territori fora de la influència àrab i que serà el germen del futur comtat d'Urgell.
| « | ...que los moros guañaren a Urgell per mort de son bisbe Dotila... | » |
| — Jeroni Pujades (Barcelona, 1568 – Castelló d'Empuries, 1635), Pujadas en sa Chrònica, part 3, lib 7, cap 4 |                                                                    |   |